# Pyripnoa auricularia
Pyripnoa auricularia is een vlinder uit de familie van de uilen (Noctuidae). De wetenschappelijke naam van de soort is voor het eerst geldig gepubliceerd in 1894 door Lucas.
De soort komt voor in Australië.